# Pfalz-Zweibrücken
Das Herzogtum Pfalz-Zweibrücken, auch Fürstentum Pfalz-Zweibrücken und Pfalzgrafschaft Zweibrücken genannt, war ein reichsunmittelbares Fürstentum des Heiligen Römischen Reichs. Es wurde 1444 konzipiert und 1453/59 eingerichtet und bestand unter der Herrschaft der Wittelsbacher bis 1801. Der Residenzsitz war zunächst Meisenheim am Glan, ab 1477 das namensgebende Zweibrücken. Mit der älteren Grafschaft Zweibrücken bestand zwar territorial eine Überschneidung, jedoch nicht dynastisch, insbesondere führten die Fürsten nicht den Titel eines Grafen zu Zweibrücken.

## Entstehung
Das Fürstentum wurde 1444 konzipiert und 1453/59 realisiert. Die Brüder Friedrich I. und Ludwig I. beerbten 1444 ihren mütterlichen Großvater Graf Friedrich III. von Veldenz. Der ältere Friedrich I. erhielt aus dem großväterlichen Erbe die Anteile an der Grafschaft Sponheim und den Titel eines Grafen zu Sponheim, dazu kam 1453/59 von seinem Vater Pfalzgraf Stefan die nördliche Hälfte des Fürstentums Pfalz-Simmern-Zweibrücken. Der jüngere Ludwig I. erhielt aus dem großväterlichen Erbe die Grafschaft Veldenz und den Titel eines Grafen zu Veldenz, dazu kam 1453/59 von seinem Vater Pfalzgraf Stefan die südliche Hälfte von Pfalz-Simmern-Zweibrücken. Da Pfalzgraf Stefan, seine beiden Söhne und deren jeweils regierende Nachkommen als Anwartschaften die Titel eines Pfalzgrafen bei Rhein und eines Herzogs in Bayern führten, wurden die beiden neu gebildeten Territorien Pfalz-Simmern und Pfalz-Zweibrücken gewöhnlich Herzogtum oder Pfalzgrafschaft genannt.

## Umfang

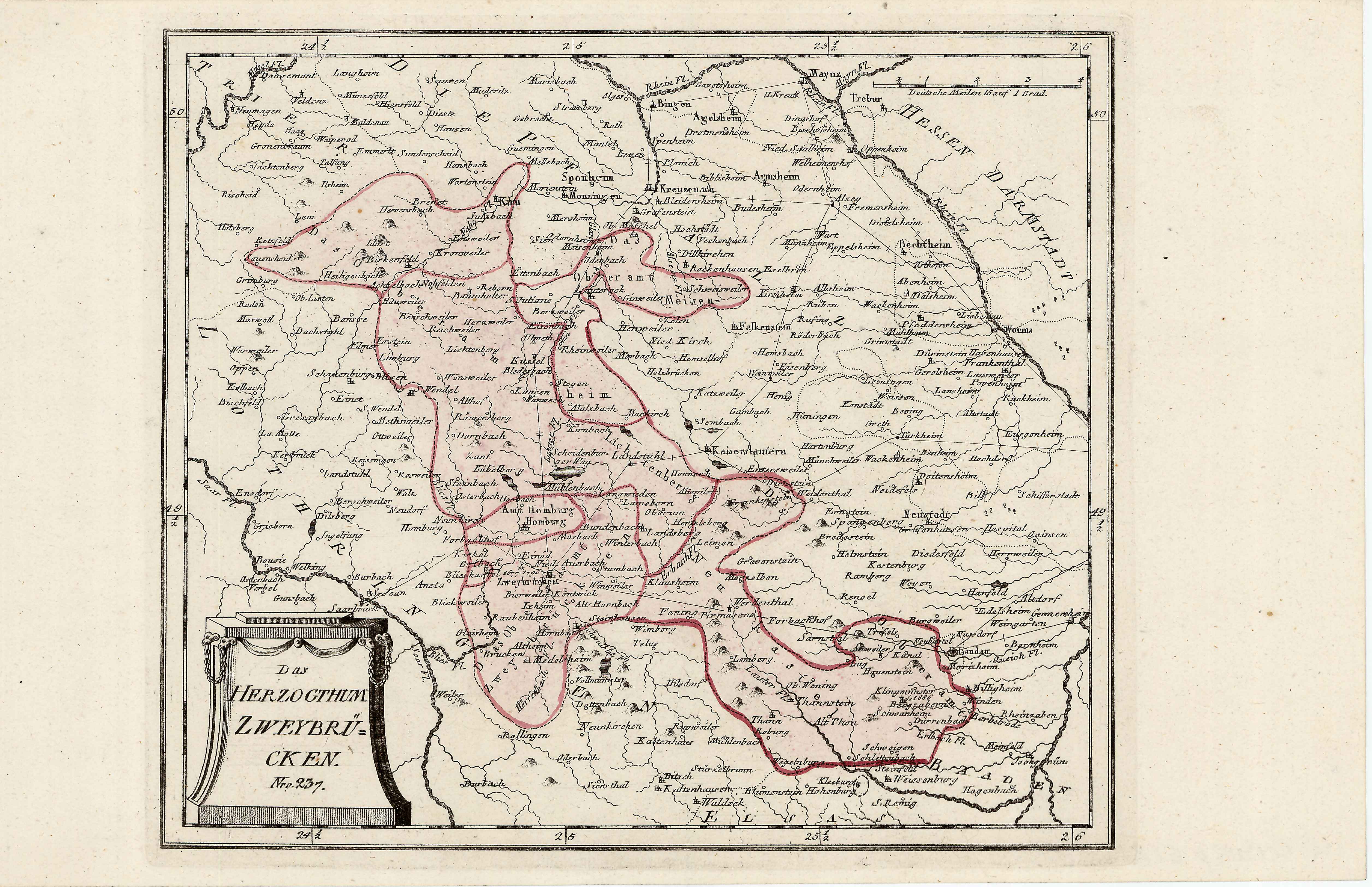
Herzogtum Zweibrücken 1791

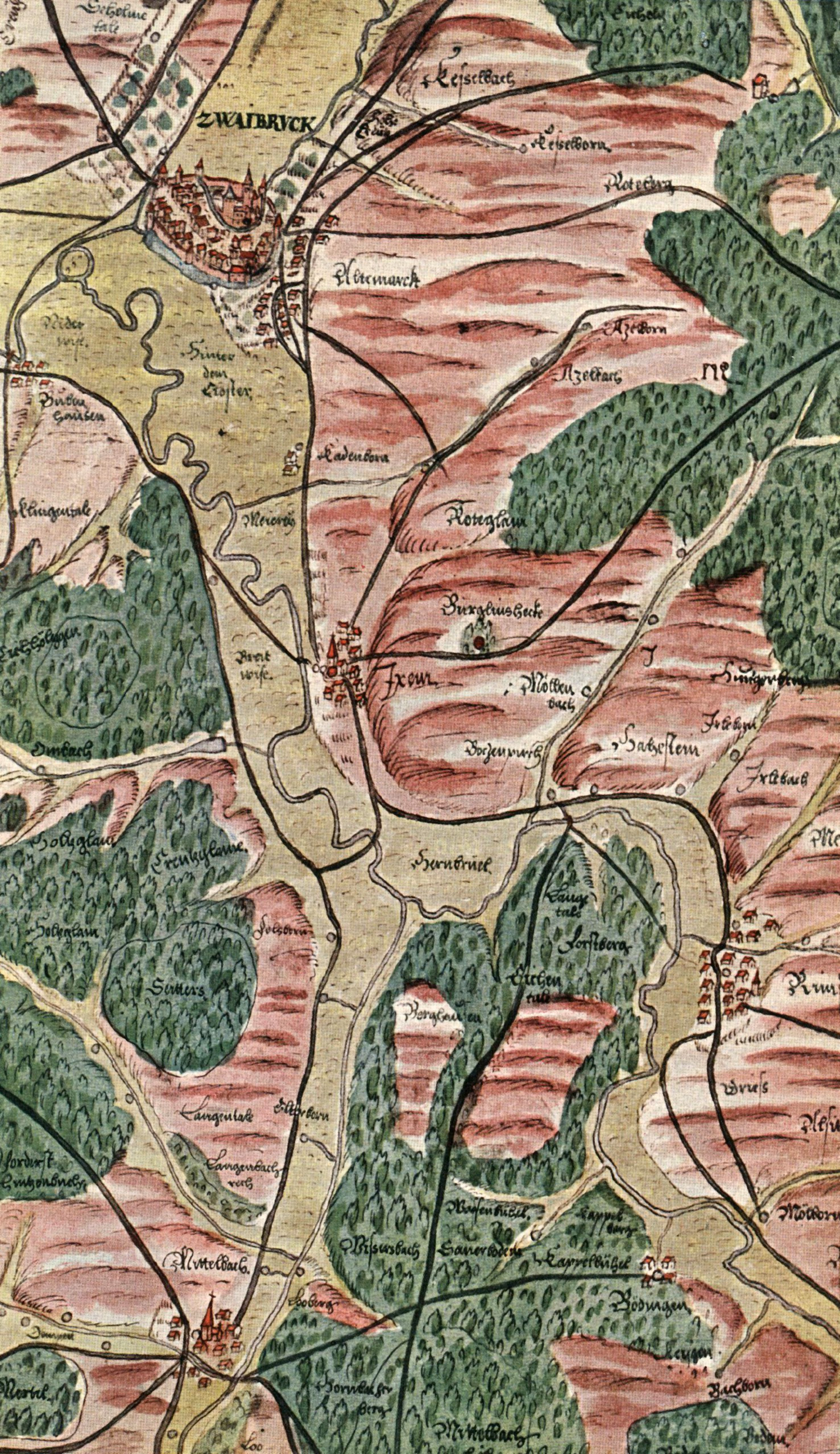
Zweibrückische Landesaufnahme von Tilemann Stella (1564)

Zu Pfalz-Zweibrücken gehörten in seiner anfänglichen Ausstattung 1444 die veldenzischen Ämter Armsheim, Landsburg, Lauterecken, Lichtenberg, Meisenheim und Veldenz, dazu kamen 1453/59 die pfalz-simmern-zweibrückischen Ämter Falkenburg, Guttenberg, Haßloch, Kirkel, Lambsheim, Oggersheim, Wachenheim, Wegelnburg und Zweibrücken.

## Entwicklung
Unter Ludwig I., der vier erfolglose Fehden gegen Kurpfalz führte, gingen Lambsheim, Wachenheim und das zeitweise erworbene Amt Waldböckelheim an Kurpfalz verloren. Die Residenz musste, da Kurpfalz Bergzabern und Meisenheim bedrohte, 1477 nach Zweibrücken verlegt werden. Unter Alexander und Ludwig II. kam es zur Einführung der Primogenitur-Regelung, nach der das Fürstentum fortan dem ältesten Sohn vererbt werden sollte. Unter der vormundschaftlichen Regierung von Pfalzgraf Ruprecht wurde 1542 Bischweiler erworben; 1544 spaltete sich die Nebenlinie Pfalz-Veldenz ab. Pfalzgraf Wolfgang konnte durch die Säkularisation der Klöster in seinem Herrschaftsgebiet die Staatseinnahmen sanieren und erwarb 1553/59 aus der Kurpfälzer Erbschaft Pfalz-Neuburg, die Hälfte der hinteren Grafschaft Sponheim und die Hälfte der Herrschaft Guttenberg, wodurch er sein Territorium mehr als verdoppelte. Aus dem riesigen Zugewinn stattete er seine fünf Söhne testamentarisch mit eigenen Fürstentümern aus, Pfalz-Neuburg, Pfalz-Zweibrücken, das 1569 an den zweiten Sohn Johann I. fiel, dazu die nicht-souveränen Nebenlinien Pfalz-Sulzbach, Pfalz-Vohenstrauß-Parkstein und Pfalz-Birkenfeld.
Da die Zweibrücker Linie der Wittelsbacher seit dem 16. Jahrhundert enge verwandtschaftliche Beziehungen zum schwedischen Königshaus (Haus Wasa) hatte und die Nebenlinie Pfalz-Kleeburg erst den schwedischen Thron und anschließend das Herzogtum erbte, bestand von 1681 bis 1718 eine Personalunion mit dem schwedischen Thron.
War zunächst Meisenheim Residenzstadt, avancierte Zweibrücken 1477 zur Hauptstadt des Herzogtums und blieb es bis 1793. Sitz der Herzöge waren zunächst Bauten, die heute zerstört sind, seit 1725 das Herzogsschloss in Zweibrücken und zuletzt nach 1778 das Schloss Karlsberg bei Homburg, das zugleich den Anspruch des Herzogs auf die Erbfolge im Herzogtum Bayern repräsentieren sollte. Zur Grablege erkor sich die Herzogsfamilie die Schlosskirche in Meisenheim und später die (im Zweiten Weltkrieg stark zerstörte) Alexanderskirche in Zweibrücken.

### Verwaltung

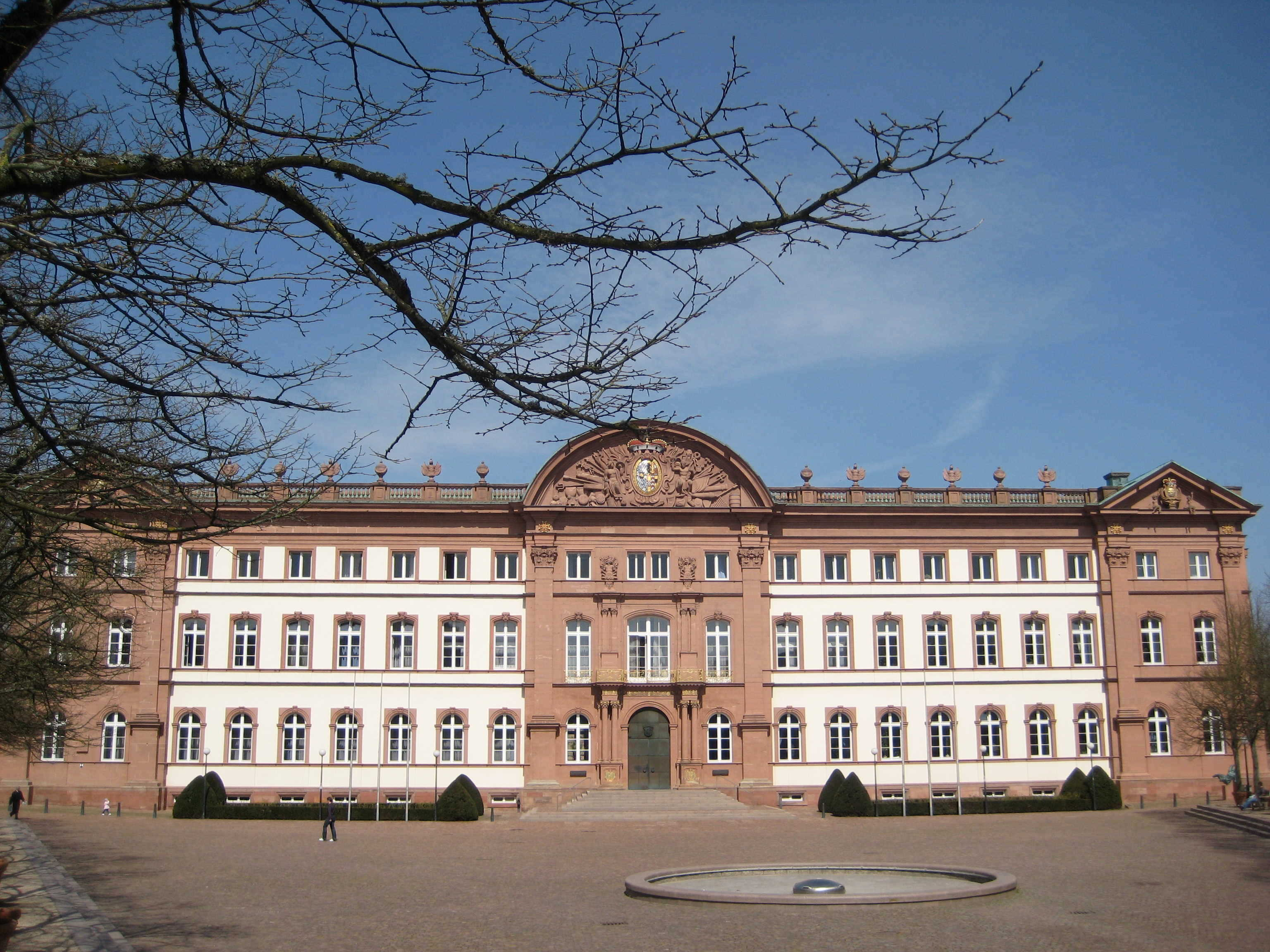
Schloss Zweibrücken

Im Gebiet des Herzogtums bestand keine Instanz, die die herzogliche Gewalt eingeschränkt hätte. Bis zu ihrer Aufhebung am 21. April 1571 durch Johann I. galt auch für die städtische Bevölkerung Leibeigenschaft, in der Stadt Zweibrücken durch Verfügungen aus den Jahren 1352 und 1483 etwas gelockert.
Für die männliche Jugend bestand sechsjährige Dienstpflicht in der Landmiliz.
Verwaltungsmäßig war das Herzogtum bis 1787 in die acht Oberämter Zweibrücken, Homburg, Lichtenberg, Meisenheim, Trarbach, Kastellaun, Bergzabern und Guttenberg sowie fünf direkt der herzoglichen Verwaltung unterstellte Ämter (Amt Allenbach, Amt Nohfelden, Amt Selz, Amt Hagenbach, Herrschaft Bischweiler) eingeteilt.
Zudem wurde 1787 das jahrhundertelang zum deutschsprachigen Teil des Herzogtums Lothringen gehörende Oberamt Schaumburg mit Sitz in Tholey im Rahmen eines vertraglichen Gebietstauschs an das Herzogtum Pfalz-Zweibrücken übertragen, womit die Souveränität über dieses Oberamt von Frankreich an das Heilige Römische Reich überging.
Oberste Landesbehörde war das Kabinettskollegium, an dessen Sitzungen auch der Herzog teilnahm. Die herzogliche Rentkammer war für Finanzen, Berg- und Forstwesen zuständig. Eine Trennung von Justiz und Verwaltung bestand nicht, die Gerichtsbarkeit wurde in der Regel durch die Amtmänner und Schultheiße ausgeübt. Höchste Gerichtsinstanz war das Appellationsgericht in Zweibrücken, dessen Tradition das heutige Oberlandesgericht fortführt. Seit 1774 war es letzte Instanz, eine Anrufung des Reichskammergerichtes war nicht mehr möglich. Wesentliche juristische Grundlagen waren die Hofgerichtsordnung von 1605 und die Untergerichtsordnung von 1657, später die Strafordnung von 1724 sowie Ehe- und Vormundschaftsverordnungen. Soweit kein Landesrecht vorlag, galt die Reichskammergerichtsordnung. In den elsässischen Landesteilen, in denen Frankreich etwa seit 1680 die Oberhoheit beanspruchte, war der Conseil souverain d’ Alsace in Colmar höchste Rechtsinstanz.

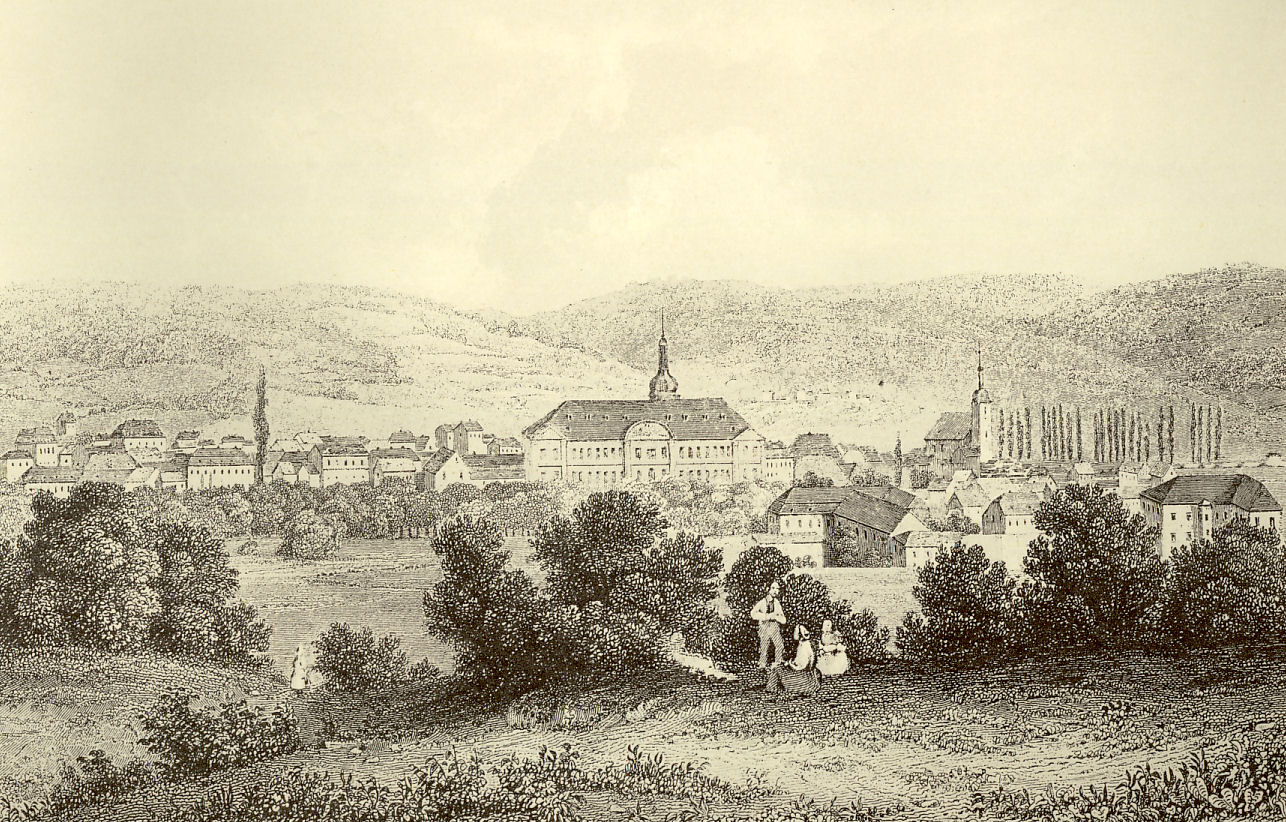
Nach einem Gemälde von Theodor Verhas gestochene Ansicht von Zweibrücken

Das Herzogtum wurde nach 1792, so wie das gesamte Linke Rheinufer, im Ersten Koalitionskrieg von französischen Revolutionstruppen erobert. Im Jahr 1798 wurde die Region dem französischen Staatsgebiet angegliedert und der überwiegende Teil des Herzogtums dem neu eingerichteten Departement Donnersberg zugeordnet. Durch den Friedensvertrag von Lunéville (1801) wurde der Übergang zu Frankreich völkerrechtlich anerkannt. Aufgrund der auf dem Wiener Kongress 1815 getroffenen Vereinbarungen und dem mit Österreich 1816 geschlossenen Vertrag von München kam das Gebiet (nicht jedoch die elsässischen Landesteile) 1816 wieder in Besitz der Wittelsbacher, die es mit ihren übrigen pfälzischen Besitzungen zum bayerischen Rheinkreis, ab 1837 Pfalz genannt, vereinigten.

### Religion und Kirche
Nach mehreren lokalen reformatorischen Initiativen in den 1520er Jahren wurde 1533 unter der Vormundschaftsregierung für den unmündigen Herzog Wolfgang durch Pfalzgraf Ruprecht, den Onkel Wolfgangs, die erste reformatorische Kirchenordnung erlassen, verfasst vom Hofprediger und späteren Stadtpfarrer Johann Schwebel. Theologisch folgte Schwebel der Straßburger Reformation unter Martin Bucer. Nach dem Tod Schwebels (1540) und mit der Regierungsübernahme durch Wolfgang (1544) wuchs in Zweibrücken der lutherische Einfluss, der 1557 durch die große Kirchenordnung, verfasst vom damaligen Kanzler Ulrich Sitzinger, festgeschrieben wurde. Nach dem Tode Wolfgangs allerdings trat sein Sohn Johann I. 1588 zum reformierten Bekenntnis über, das im Normaljahr 1624 Bestand hatte und 1648 im Frieden von Osnabrück die reichsrechtliche Anerkennung erlangte. In den Jahren der französischen Reunion 1680–1697 wurden erneut katholische Gemeinden zugelassen und nach dem Frieden von Rijswijk 1697 wurden unter schwedischer Verwaltung auch wieder lutherische Gemeinden gegründet.
Verwaltungsmäßig war die reformierte Kirche analog den staatlichen Behörden gegliedert: Die Amtsbezirke entsprachen den Superintendenturen (Kirchenbezirken bzw. Dekanaten) mit je einem Superintendenten bzw. Inspektor (in reformierter Zeit) an der Spitze. Die Pfarrer waren Landesbeamte, die regelmäßigen Visitationen wurden von einer Kommission bestehend aus Superintendent, (weltlichem) Amtmann und einem Gesandten der Zentralverwaltung in Zweibrücken durchgeführt. Einen Landesbischof oder Kirchenpräsidenten moderner Prägung gab es nicht, jedoch besaß der Superintendent von Zweibrücken faktisch eine herausgehobene Position. In regelmäßigen Abständen fanden Pfarrkonvente der einzelnen Kirchenbezirke statt, gelegentlich auch Synoden aller Geistlichen des Herzogtums. Einen institutionalisierten Kirchenrat gab es ebenfalls zunächst nicht, diese Funktion wurde vom weltlichen Kabinettskollegium unter Hinzuziehung des bzw. der Superintendenten ausgeübt. Im 18. Jahrhundert wurde allerdings ein solches Gremium eingerichtet, dem aber wiederum weltliche Räte angehörten.
Von Anfang an spielte das Laienelement eine besondere Rolle in der Zweibrücker Kirche. Die Reformation belebte das alte Amt des Kirchenzensors wieder, von der Gemeinde gewählte Älteste, die über den Lebenswandel der Gemeinde und der Pfarrer und die Geldmittel und Liegenschaften der Gemeinde die Aufsicht führten (siehe: Sendgericht#Reformation).
Die Herzöge Gustav Samuel Leopold (vor Regierungsantritt) sowie Christian IV. (1758) konvertierten zum Katholizismus; auch die beiden Nachfolger Christians waren katholisch: Das mehrheitlich protestantische Herzogtum stand im 18. Jahrhundert also zumeist unter der Herrschaft katholischer Fürsten.

### Wappen

Wappen von Pfalz-Zweibrücken um 1720

Pfalz-Zweibrücken führte um 1720 ein um Symbole der Vereinigten Herzogtümer Jülich-Kleve-Berg vermehrtes Wappen. Blasonierung: Hat zum Wappen einen gekrönten Löwen im weissen Feld. Also zwar, daß das ganze Wappen aus einem angefügten Schilde bestehet, dessen Vordertheil quadriret, und im 1. und 4. Feld den pfälzischen Löwen; in 2. und 3. die bayrischen Wecken führet; der Hintertheil aber zweymal gespalten, und einmal getheilt, und die aus der Jülichischen Succession herrührende Wappen, als den Jülichischen Löwen, die Clevischen Lilien=Stäbe, den Bergischen Löwen, den Märkischen Schachbalken, die Ravenspergische Spießbalken, und die Mörsische Zwerchstraße enthält; in der Mitten aber dieses Hauptschildes das grävliche Veldentzische Schildlein, mit obgedachtem gekrönten Löwen, im weissen Feld, liegt.

## Vorgänger

### Ältere Kurlinie
- 1394–1398 Ruprecht II.
- 1398–1410 Ruprecht III., Kurfürst und römischer König, teilte seine Territorien unter vier Söhnen auf.

### Linie Pfalz-Simmern
- 1410–1453 Stefan der Zweibrücker

## Herzöge von Zweibrücken

### Linie Pfalz-Zweibrücken
- 1453–1489 Ludwig I. der Schwarze
- 1489–1490 Kaspar
- 1490–1514 Alexander der Hinkende
- 1514–1532 Ludwig II. der Jüngere
- 1532–1569 Wolfgang
- 1569–1604 Johann I. der Hinkende
- 1604–1635 Johann II. der Jüngere

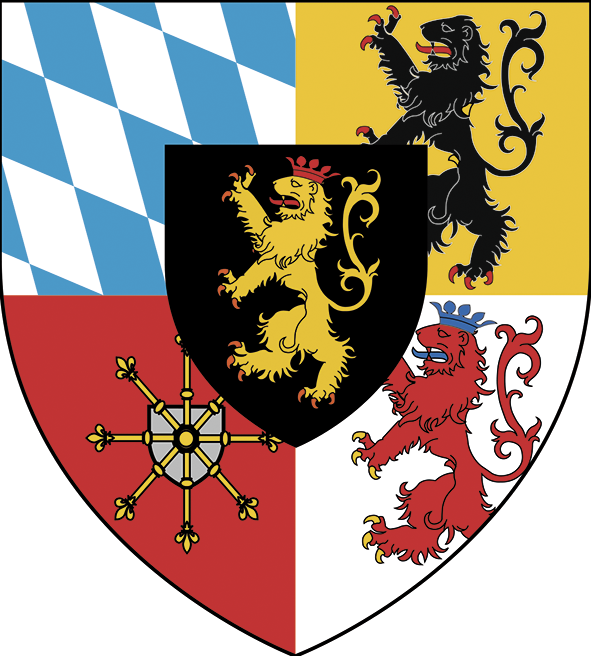
Wappen

- 1635–1661 Friedrich, stirbt ohne männliche Nachkommen, es erbt sein Vetter

Linie Pfalz-Landsberg
- 1661–1681 Friedrich Ludwig, stirbt ohne erbberechtigte Nachkommen (Kinder aus 2. Ehe sind die nicht erbberechtigten Freiherrn von Fürstenwärther); Zweibrücken fällt an die Linie Pfalz-Kleeburg

### Linie Pfalz-Kleeburg

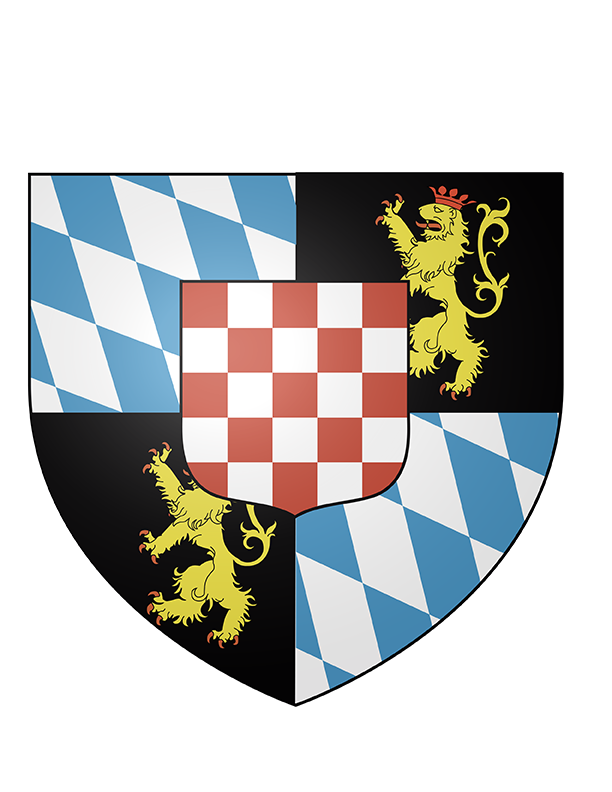
Wappen v. Pfalz-Birkenfeld-Kleeburg

- 1681–1697 Karl I. (als Karl XI. König von Schweden)
- 1697–1718 Karl II. (als Karl XII. König von Schweden), starb kinderlos, es erbte sein Vetter
- 1718–1731 Gustav Samuel Leopold, starb kinderlos
- 1731–1733 Interregnum, Zweibrücken fiel an die Linie Pfalz-Birkenfeld-Bischweiler-Rappoltstein

### Linie Pfalz-Birkenfeld-Bischweiler-Rappoltstein
- 1733–1735 Christian III.
- 1735–1775 Christian IV.
- 1775–1795 Karl II. August
- 1795–1797 Maximilian Joseph (später als Maximilian IV. Joseph Kurfürst zu Pfalzbayern, als Maximilian I. Joseph König von Bayern)

Die Könige von Bayern und die Herzöge in Bayern und alle lebenden Wittelsbacher entstammen dieser Linie.